# Bob le flambeur
Bob le flambeur (Brasil: O Jogador ), é um filme policial francês de 1956 dirigido por Jean-Pierre Melville e estrelado por Roger Duchesne, Isabelle Corey e Guy Decomble.

## Elenco principal
- Isabelle Corey - Anne
- Daniel Cauchy - Paolo
- Roger Duchesne - Bob Montagné
- Guy Decomble - Insp. Ledru
- André Garet - Roger